# Divan (meubel)

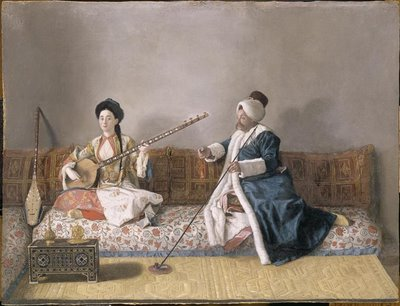
Een divan afgebeeld door Francis Levett Liotard

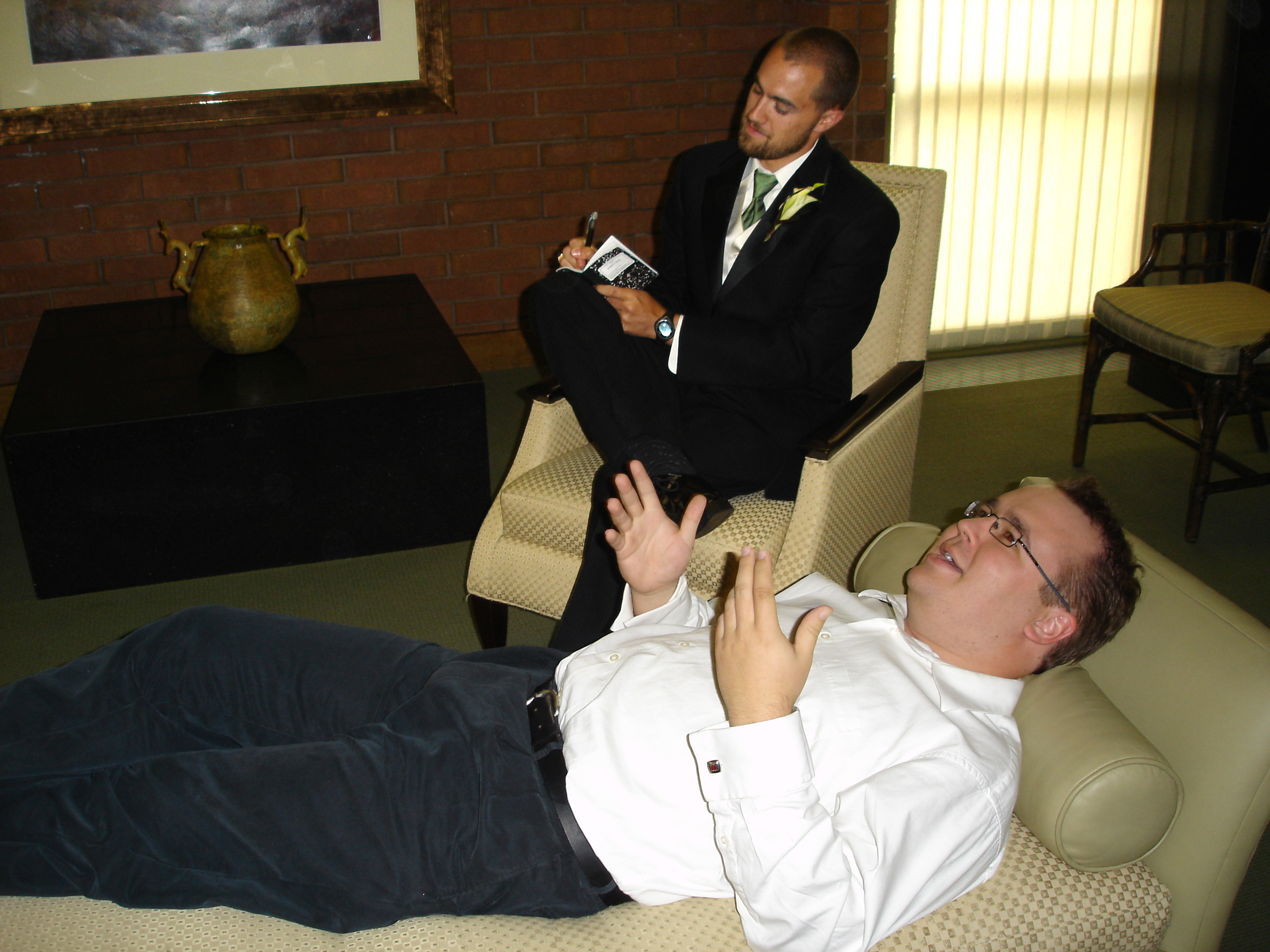
Een patient, liggende op een divan, vertelt zijn verhaal

Divan (van Turkse divan, oorspronkelijk van Perzische devan) of diwan is een lage rustbank die zich onderscheidt van conventionele modellen door geen rugleuning of armleuningen te hebben. Deze is meestal bedekt met een deken en/of grote kussens en wordt meestal in de woonkamer geplaatst en kan ook als bed dienen. Een opklapbare slaapbank kan tot een divan worden gevormd.
De naam en de banken kwamen tussen 1820 en 1850 naar Europa tijdens de Romantiek. De uitdrukking komt uit het Ottomaanse Rijk. Hun raad werd divan genoemd en in de vergaderzaal waren banken geplaatst langs de muren.
Het klassieke beeld van een patient die liggende op een divan zijn of haar verhaal vertelt aan de psychotherapeut is vooral te danken aan Sigmund Freud. Freud's psychoanalytische bank was een divan met een zwaar Perzisch tapijt en kussens die aan hem was geschonken door een patient.